# سمیع الله صمیم
سمیع الله صمیم (زاده ۱۳۵۷ ولسوالی اناردره ولایت فراه) سیاستمدار افغانستان و نماینده مردم ولایت فراه در دوره شانزدهم مجلس نمایندگان است. وی در مجلس شانزدهم نمایندگان افغانستان عضو کمیسیون اقتصاد ملی می‌باشد.

## زندگی‌نامه
سمیع الله صمیم زاده ۱۳۵۷ از ولسوالی اناردره ولایت فراه می‌باشد. وی دارای مدرک فوق دیپلم می‌باشد.